# Luis Mateo Díez
Luis Mateo Díez Rodríguez (Villablino, León; 21 de septiembre de 1942) es un escritor español. Es el único autor en lengua castellana que ha obtenido en dos ocasiones el Premio Nacional de Narrativa y otras dos el Premio de la Crítica, gracias a sus novelas La fuente de la edad (1986) y La ruina del cielo (1999). En 2023 recibió el Premio Miguel de Cervantes. Es miembro de la Real Academia Española desde el año 2001, con el sillón I (i mayúscula).

## Datos biográficos
Luis Mateo Díez Rodríguez nació en Villablino, pueblo minero de las montañas del noroeste de León situado en el centro de la comarca de Laciana. Su padre, Florentino Díez, era secretario del Ayuntamiento de ese municipio leonés y el futuro escritor nació precisamente «en la vieja casona consistorial, asentada en el corazón del valle sobre el antiguo solar donde un día se alzó la Torre que erguía el recuerdo de los concejos ancestrales».
Su familia vivió en Villablino hasta que en 1954, a los doce años, se trasladó a León donde su padre había sido nombrado secretario de la Diputación. Luis Mateo estudió el bachillerato en el colegio leonés Nuestra Señora del Buen Consejo y en 1961 comenzó Derecho en la Universidad Complutense de Madrid. 
Ingresó en 1969, por oposición, en el cuerpo de Técnicos de Administración General del Ayuntamiento de Madrid, convirtiéndose en jefe de su servicio de Documentación Jurídica.

Entre 1963 y 1968 participó en la redacción de la revista poética Claraboya junto a Agustín Delgado, Antonio Llamas y Ángel Fierro. Por ese entonces aparecieron sus primeros poemas, que reunió en Señales de humo (1972). Sin embargo, su creación lírica fue efímera y dejó paso definitivamente a la ficción narrativa.

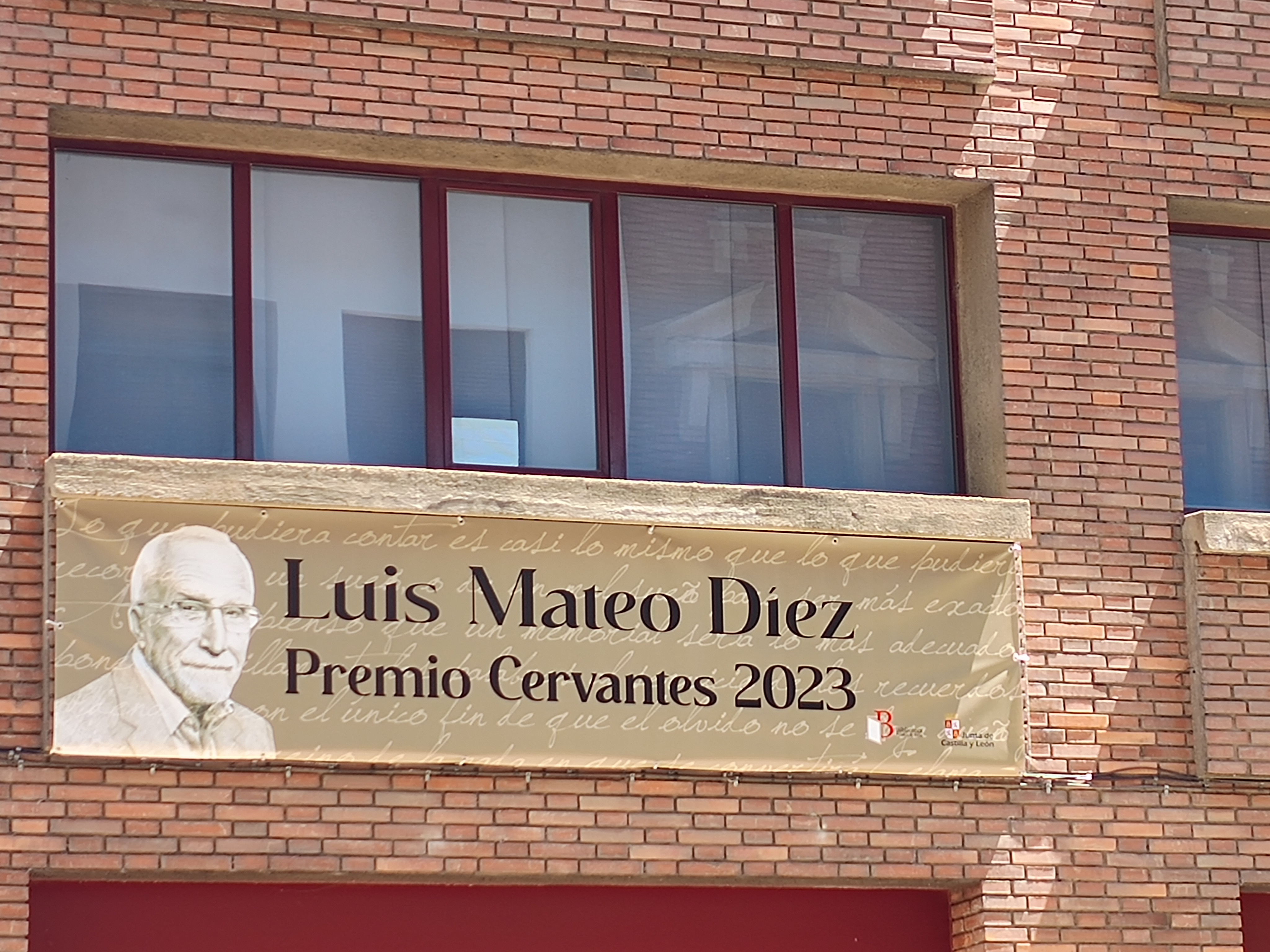
Cartel de Homenaje a Luis Mateo Díez en la Biblioteca de Santa Nonia en León

Algunas de sus obras han sido adaptadas al cine. Así, José María Martín "Chema" Sarmiento llevó a la pantalla grande el cuento Los grajos del Sochantre, una de las cinco historias que se relatan (el propio Díez) en El filandón (1984) y adaptó Los males menores en la película Viene una chica (2011), de la que Díez fue coguionista. La novela La fuente de la edad fue rodada por Julio Sánchez Valdés (1991) para Televisión Española.
Fue elegido miembro de la Real Academia Española el 22 de junio de 2000 y tomó posesión sillón I el 20 de mayo de 2001. Es patrono de honor de la Fundación de la Lengua Española y miembro habitual de un gran número de jurados de concursos de cuento y de novela.
En 2022 se publicó el libro colectivo de microrrelatos Minicuentos y fulgores, en el que 65 autores de España y América Latina homenajearon a José María Merino y Luis Mateo Díez.

## Obra

### Relatos
- 1973: Memorial de hierbas
- 1977: Apócrifo del clavel y la espina
- 1987: El sueño y la herida (relato)
- 1989: Brasas de agosto
- 1993: Los males menores
- 1997: Días del desván
- 2004: "Quién tenga miedo a morir que no nazca"
- 2006: El árbol de los cuentos (todos los relatos 1973−2004)
- 2008: El sol de la nieve o el día que desaparecieron los niños de Celama (relato)
- 2016: El cuerpo doblado (relato)
- 2017: Vicisitudes (85 cuentos)[4]
- 2023: El limbo de los cines

### Novelas
- 1982: Las estaciones provinciales
- 1986: La fuente de la edad
- 1990: Las horas completas
- 1992: El expediente del náufrago
- 1995: Camino de perdición
- 1996: El espíritu del páramo
- 1997: La mirada del alma
- 1998: El paraíso de los mortales
- 1999: La ruina del cielo
- 2002: El oscurecer. Un encuentro
- 2004: Fantasmas del invierno
- 2006: La piedra en el corazón
- 2007: La gloria de los niños
- 2009: El animal piadoso
- 2011: Pájaro sin vuelo
- 2014: La soledad de los perdidos
- 2018: El hijo de las cosas
- 2019: Juventud de cristal [5]
- 2020: Los ancianos siderales
- 2022: Mis delitos como animal de compañía

### Novelas cortas
- 2000: El pasado legendario (contiene los libros de narraciones: Apócrifo del clavel y la espina, Relato de Babia, Brasas de agosto, Los males menores y Días del desván)
- 2001: El diablo meridiano (tres novelas cortas: El diablo meridiano, La sombra de Anubis y Pensión Lucerna)
- 2003: El eco de las bodas (tres novelas cortas: El eco de las bodas, El limbo de los amantes y La viuda feliz)
- 2005: El fulgor de la pobreza (tres novelas cortas: El fulgor de la pobreza, La mano del amigo y Deudas del tiempo)
- 2008: Los frutos de la niebla (tres novelas cortas: Los frutos de la niebla, Príncipes del olvido y La escoba de la bruja)
- 2012: La cabeza en llamas (cuatro novelas cortas: La cabeza en llamas, Luz del Amberes, Contemplación de la desgracia y Vidas de insecto)
- 2013: Fábulas del sentimiento (contiene los libros de novelas cortas El diablo meridiano, El eco de las bodas, El fulgor de la pobreza y Los frutos de la niebla)
- 2015: Los desayunos del Café Borenes (dos textos: Los desayunos del Café Borenes y Un callejón de gente desconocida)

### Otros géneros
- 1972: Señales de humo (poesía)
- 1981: Relato de Babia (ensayo)
- 1999: El porvenir de la ficción (ensayo)
- 2000: Las palabras de la vida (memorias)
- 2000: Laciana: suelo y sueño (libro de viaje)
- 2001: Balcón de piedra (30 textos sobre la Plaza Mayor de Madrid)
- 2008: Celama (adaptación realizada junto a Fernando Urdiales para Teatro Corsario) (teatro)
- 2010: Azul serenidad o la muerte de los seres queridos (autobiografía)

### En coautoría
- 1975: Parnasillo provincial de poetas apócrifos (poesía, con Agustín Delgado y José María Merino)
- 1985: Sabino Ordás: Las cenizas del fénix (artículos periodísticos, con Juan Pedro Aparicio y José María Merino)
- 1994: Valles de leyenda (libro de viaje, con Florentino Agustín Díez y Antón Díez)
- 2007: Palabras en la nieve: un filandón (cuentos, con Juan Pedro Aparicio y José María Merino)
- 2008: Cuentos del gallo de oro (cuentos, con Juan Pedro Aparicio y José María Merino)
- 2016: Participación en Nocturnario (libro colectivo con collages de Ángel Olgoso en el que 101 escritores hispanoamericanos aportan un texto para acompañar a cada imagen)[6]
- 2019: «Lectura de Luis Mateo Díez» del cuento «El gobernador» de Antonio Pereira, en Álvarez Méndez y Encinar (ed): Antonio Pereira y 23 Antonio Pereira cómplices[7]

## Premios y reconocimientos

### Exposición
Con motivo de la concesión del Premio Cervantes, se organizó una exposición itinerante organizada por el Ministerio de Cultura y la Universidad de Alcalá de Henares titulada Vivir contando, homenaje al premio Cervantes 2023, cuyo comisario fue Jesús Marchamalo, quien también fue el director editorial del catálogo homónimo, en el que diferentes personalidades homenajeaban a Luis Mateo Díez. Entre otras, escribían compañeros escritores, estudiosos de su obra (como Ángeles Encinar, quien se encargó de la bibliografía) y editores. La exposición se pudo ver en Alcalá de Henares y en León.

### Premios y reconocimientos
- 1986: Premio de la Crítica, por La fuente de la edad
- 1987: Premio Nacional de Narrativa, por La fuente de la edad
- 1999: Premio de la Crítica, por La ruina del cielo
- 2000: Premio Nacional de Narrativa, por La ruina del cielo
- 2012: Premio Francisco Umbral al Libro del Año, por La cabeza en llamas
- 2020: Premio Nacional de las Letras Españolas[11]
- 2023: Premio Miguel de Cervantes
- 2024: Hijo Adoptivo de Madrid[12]

| Predecesor: Rafael Cadenas | Premio Miguel de Cervantes 2023 | Sucesor: Álvaro Pombo |